# Obecní dvůr (Praha)
Obecní dvůr (německy Altstädter Gemeindehof) je architektonicky cenný areál několika původních hospodářských budov z rozmezí 15. až 19. století na Starém městě pražském – Josefově. Je půdorysně ohraničen ze severu ulicí U Obecního dvora a Ve Stínadlech, ze západu U milosrdných a Kozí uličkou od jihozápadu. Jedná se o srostlici budov různého stáří, vesměs barokní a klasicistní, s dochovanými gotickými prvky. Jaroslav Foglar sem mohl umístit svá románová Stínadla.
Obecní dvůr jako takový byl založen snad někdy na konci 15. století v těsné blízkosti Anežského kláštera, kudy zhruba v místech dnešní ulice U Milosrdných a Kozí procházela jedna z nejstarších obchodních cest z Německa a severních Čech, podél Vltavy, až konečně ke Staroměstskému rynku, kde kupci obchodovali své zboží. Existuje předpoklad,[kdo?] že někde v místech severovýchodního okraje areálu vedly kdysi románské hradby města, což ovšem dodnes nebylo potvrzeno.
Již samotný název Obecní dvůr napovídá, že areál plnil funkci hospodářského zázemí (tj. uzavřeného, ohraničeného komplexu, dvora). Odjakživa byl ve vlastnictví Starého města pražského. Urbanisticky bychom mohli Obecní dvůr v hrubých rysech srovnat s nedalekým podobným útvarem, tj. Ungeltem, jenž taktéž plnil ve středověku podobnou funkci, byl však daleko prestižnější adresou.
Nicméně samotný název Obecní dvůr je prokazatelně doložen až v 18. století, do té doby zatím jmenovitě v pramenech objeven nebyl, ačkoliv je prokazatelně zanesen jakožto uzavřený urbánní komplex na mapách již z doby dřívější. Relevantní podobu, jakou měl areál na konci 18. století, shledáváme na Langweilově modelu Prahy.
Český obrozenecký historik Václav Vladivoj Tomek ve svém objemném díle Dějepis města Prahy (1800?) popisuje v místě dnešního obecního dvora čtyři hospodářské budovy, prostranství se soukenickými krámy, pivovar, sladovnu a rozlehlou zahradu (neznámo však, vychází-li ze starších pramenů či popisuje-li objekt tak, jak existoval za jeho života). Lze však téměř s jistotou předpokládat, že již v předchozích deseti- či staletích sloužil areál – jako ostatně mnoho dalších v této lokalitě – jako hospodářský objekt a v do současnosti dochovaném půdorysu.
Prvotní doložené známé využití Obecního dvora bylo k ustájení koní a povozů v majetku Starého města pražského (4 barokní stáje, z nichž dvě dodnes zachovány), s čímž souviselo i další, jako např. skladování sena, píce, koňských povozů či uhlí. Ve 20. letech 19. století se objevují první záznamy o tom, že Obecní dvůr byl využíván i jinak – celoročně se zde shromažďovaly tzv. požární hlídky, tvořené hlavně příslušníky cechů řemesla kovářského, zámečnického a zvonařského – tedy ty, které se s ohněm při své práci setkávaly nejčastěji. Vzhledem k požadavku staroměstské obecní rady na založení profesionálního hasičského sboru roku 1853 vyslali obecní starší městského dozorce Aloise-Ludvíka Pastu na služební cestu do Berlína, aby tam načerpal zkušenosti od tehdy již 2 roky fungujícího tamního hasičského sboru a tyto pak uplatnil po návratu v Praze. Po jeho návratu pak byl skutečně ustanoven městský sbor pro čištění ulic a hašení ohně, který se postupně stále více rozrůstal, zdokonaloval a profesionalizoval. Proto byla z Obecního dvora zřízena ústřední stanice hasičů. Hasiči pak setrvali v Obecním dvoře, kdy jim jeho kapacita přestala stačit, až do roku 1926. V 80. letech 19. století byl na místě prostřední stáje postaven trojpodlažní klasicistní objekt školy blízké fary sv. Haštala (dodnes dochován).
Velmi drastickou proměnou prošel Obecní dvůr v prvních dvou dekádách 20. století, a to v souvislosti s asanací Josefova. Za prvé již tehdy se počítalo s přestěhováním hasičského sboru na vhodnější místo, a za druhé, areál se nacházel v tzv. asanační zóně – celá jeho jihozápadní část byla skutečně stržena a nahrazena novou domovní zástavbou. Po r. 1926 ztratil definitivně jakékoliv komplexní využití; byl dílem využíván jako obytný komplex, ve větší míře jakožto zázemí drobných živnostníků (soustruh, továrna na teploměry, sklad odpadků...). Zejména vnitřní prostorové dispozice klasicistní budovy školy byly necitelně upravovány betonovými přepážkami, byly zabetonovány rovněž původní barokní klenby jižního objektu.
V době Protektorátu zde byly garáže pro sanitní vozy vojenské nemocnice Wehrmachtu, umístěné v nedaleké nemocnici Na Františku. Posledním zjištěným uživatelem Obecního dvora byly na konci 80. let 20. století Pražské služby.
V letech 2014-16 prošel areál Obecní dvora rozsáhlou rekonstrukcí, jejíž součástí byla i novostavba bytového domu v místě proluky po zbořeném klasicistním přístavku někdejších stájí podél ulice U Milosrdných. Autorem projektu je Ricardo Bofill (Ricardo Bofill Taller de Arquitectura), spoluautorem TaK Architects.
Komplex historických budov Obecního dvora je kulturní památkou České republiky.